# Harare
Harare (già Salisbury dal 1890 al 1982) è la capitale dello Zimbabwe e ne è anche la città più popolosa e il principale centro amministrativo, commerciale e delle comunicazioni. Come Bulawayo, la città gode dello status di provincia indipendente. Una delle immagini icona di Harare è quella degli alberi di jacaranda allineati ai bordi dei grandi viali della parte a nord del centro della città.

## Storia
La città fu fondata nel 1890 come forte dalla Pioneer Column, una forza mercenaria organizzata da Cecil Rhodes. La città fu battezzata Salisbury in onore dell'allora Primo Ministro britannico, Robert Gascoyne-Cecil, III marchese di Salisbury. Divenuta una città nel 1935, Salisbury fu la capitale della Federazione della Rhodesia e del Nyasaland dal 1953 al 1963. Il nome della città venne cambiato in Harare il 18 aprile 1982, secondo anniversario dell'indipendenza dello Zimbabwe, dal nome del capo-tribù shona Neharawa. Alcuni sobborghi della città, tuttavia, hanno mantenuto i loro nomi europei, come Warren Park 'D', Borrowdale, Mount Pleasant, Tynwald, Rotten Row e Rietfontein.
Nel maggio 2005 il governo di Robert Mugabe ha dato inizio ad una controversa operazione di demolizione dei quartieri poveri della città, denominata Operation Murambatsvina. Il proposito del governo è quello di eliminare la microcriminalità e porre un freno ai traffici illegali e all'economia sommersa, a cui sono attribuite le difficoltà economiche del paese. Le operazioni di demolizione hanno suscitato ampie proteste da parte della comunità internazionale perché sono state eseguite senza preavviso e senza provvedere a sistemazioni alternative per la popolazione sfollata, composta per lo più da persone provenienti dalle campagne in cerca di lavoro. Il partito all'opposizione (Movimento Democratico) ha accusato il governo di abbattere deliberatamente le abitazioni delle baraccopoli per colpire i cittadini che hanno votato contro il partito del premier.
Il 22 febbraio 2011 Harare è stata eletta la città meno vivibile del pianeta nella classifica stilata dall'Economist Intelligence Unit.

## Economia
Sede dell'Università dello Zimbabwe, Harare è un importante centro del commercio di tabacco, mais, cotone e agrumi. Vi si trovano industrie tessili, acciaierie e stabilimenti chimici. Nelle vicinanze si trovano alcune miniere d'oro.

## Clima
Harare ha un clima mite e salutare. La media annuale della temperatura è 17,95 °C, piuttosto bassa per i tropici: questo è dovuto all'elevata altitudine e alla prevalenza di venti freschi provenienti da sud-est. Ci sono tre stagioni principali: una calda umida, da novembre ad aprile; una fresca e asciutta, da maggio ad agosto; e una calda e asciutta tra settembre e ottobre. La temperatura varia tra 7 °C a 20 °C in luglio (mese più freddo), tra 13 °C a 28 °C in ottobre (mese più caldo) e tra 15,5 °C e 25 °C in gennaio (mezza estate). Le temperature più alte mai registrate risalgono al 1914, con una media di 19,73 °C, e quelle più fredde al 1965 con 17,13 °C.
La media annuale di precipitazioni è di circa 825 mm nella parte sud est sino a 855 mm nella parte alta a nord est. Nel periodo tra maggio e settembre la piovosità è molto bassa ma brevi periodi di pioggia si ripetono durante tutto l'anno. La piovosità varia parecchio da un anno all'altro e si susseguono cicli di periodi secchi e umidi della durata di 7-10 giorni. Le registrazioni sono iniziate nell'ottobre del 1890 ma tutte e tre le stazioni meteorologiche di Harare hanno smesso di diffondere i dati dal 2004.

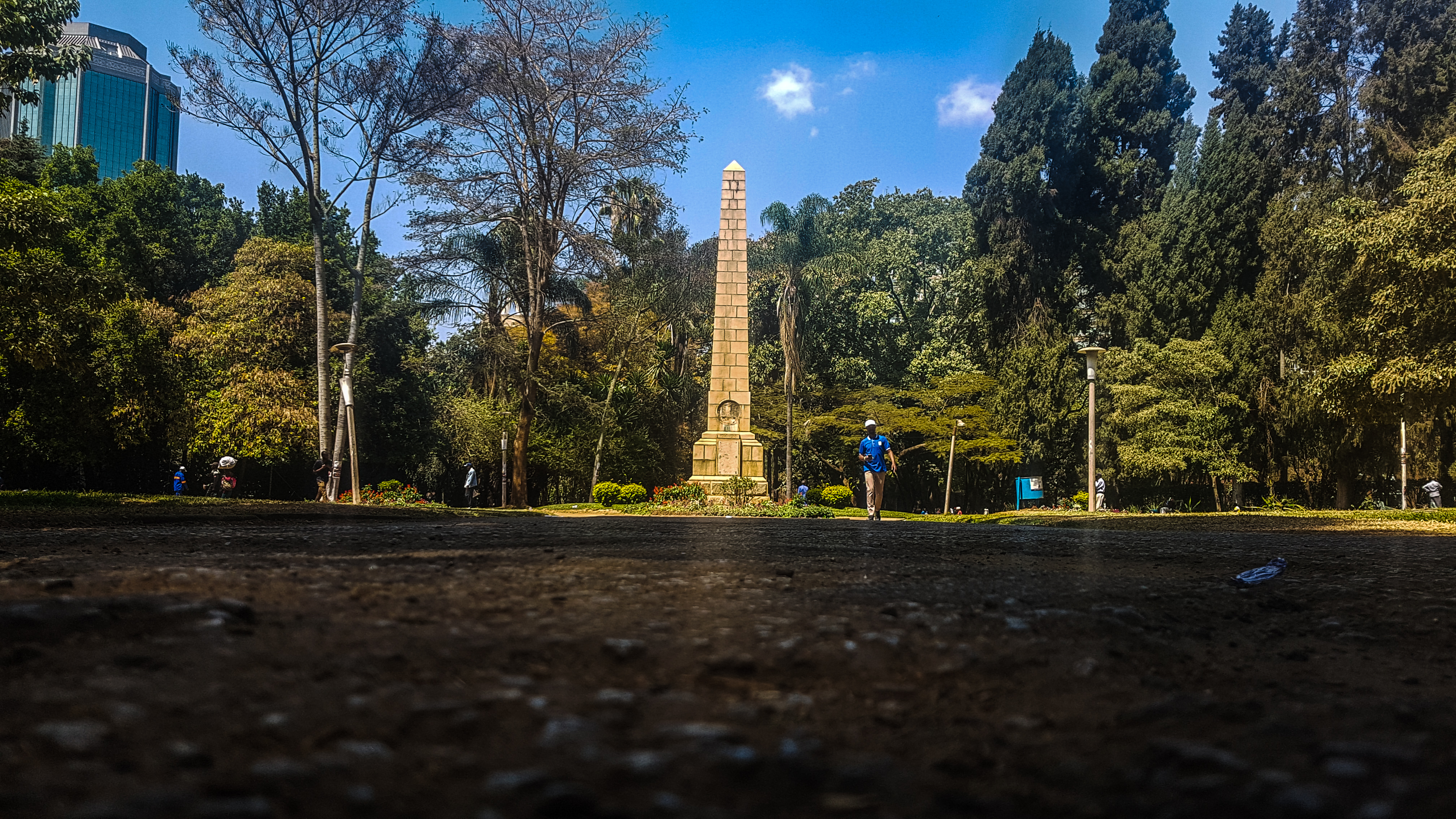

## Monumenti e luoghi d'interesse
- National Gallery;
- Cimitero degli eroi;
- Museo delle scienze umane;
- Giardini pubblici;
- Tra i luoghi di culto, spiccano le chiese e i templi cristiani come la Cattedrale del Sacro Cuore (sede dell'Arcidiocesi di Harare).

## Amministrazione

### Gemellaggi
Harare è gemellata con:
- Buxton
- Cincinnati
- Monaco di Baviera
- Nottingham
- Lago
- Levico Terme

## Fonti
- Average for years 1965-1995, Goddard Institute of Space Studies World Climate database
- Global Historic Climate Network database NGDC
- Corriere della Sera del 22/02/2011, su corriere.it.